# Feldafing
Feldafing település Németországban, azon belül Bajorországban. Lakosainak száma 4386 fő (2023. december 31.).

## Népesség
A település népessége az elmúlt években az alábbi módon változott:
| Lakosok száma | 433  | 1953 | 4094 | 3647 | 4143 | 4224 | 4281 | 4269 | 4289 | 4386 |
|               | 1875 | 1950 | 1975 | 1987 | 2012 | 2014 | 2016 | 2017 | 2021 | 2023 |

## Fekvése
A Starnbergi-tó nyugati partján fekvő település.

## Leírása
A Starnbergi-tó partján fekvő Feldafing és környéke Wittelsbach Erzsébet osztrák császárné és magyar királyné gyermekéveinek színhelye volt, aki a Feldafingtől alig egy km-rel északra fekvő Possenhofen falucska kastélyában, a ma luxusszállóként működő Schloss Possenhofenben töltötte gyermekkorát, és a magaslaton települt Feldafing lett később is Erzsébet kedvenc nyaralóhelye, ahova 24 nyáron át visszatért és ma is áll az a nyári lak a Possenhofen közelében fekvő náddal övezett rózsák szigetén (Rosen-insel), amelyet még II. Miksa bajor király építtetett pompeji stílusban. A körülötte levő rózsakertet pedig II. Lajos bajor király telepíttette.
A rózsák szigete az itt végzett ásatások tanúsága szerint már a kő és a bronz-korban is lakott  volt, rajta már akkor fatörzs alapokra épült ősi település állt, majd a rómaiak építettek itt villát és később ókeresztény templom is állt itt.
Itt Feldafingtől kissé délre, a Starnbergi-tó partján Garatshausen-nél áll a Thurn és Taxis hercegi család által ma is lakott 16. századi kastély, a Schloss Garatshausen.

## Galéria

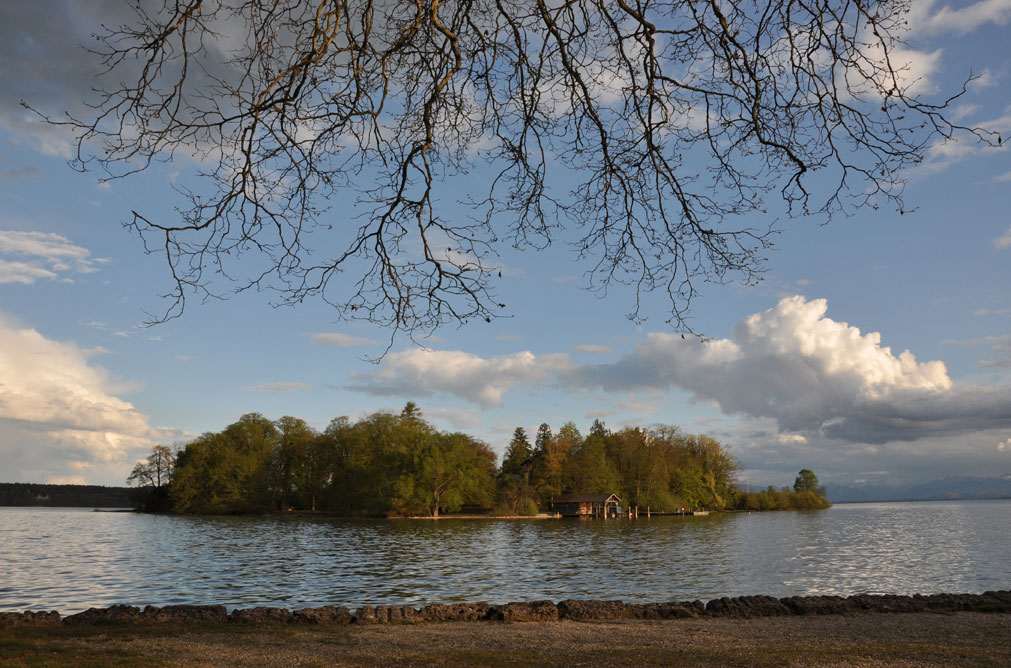
Rosen-insel
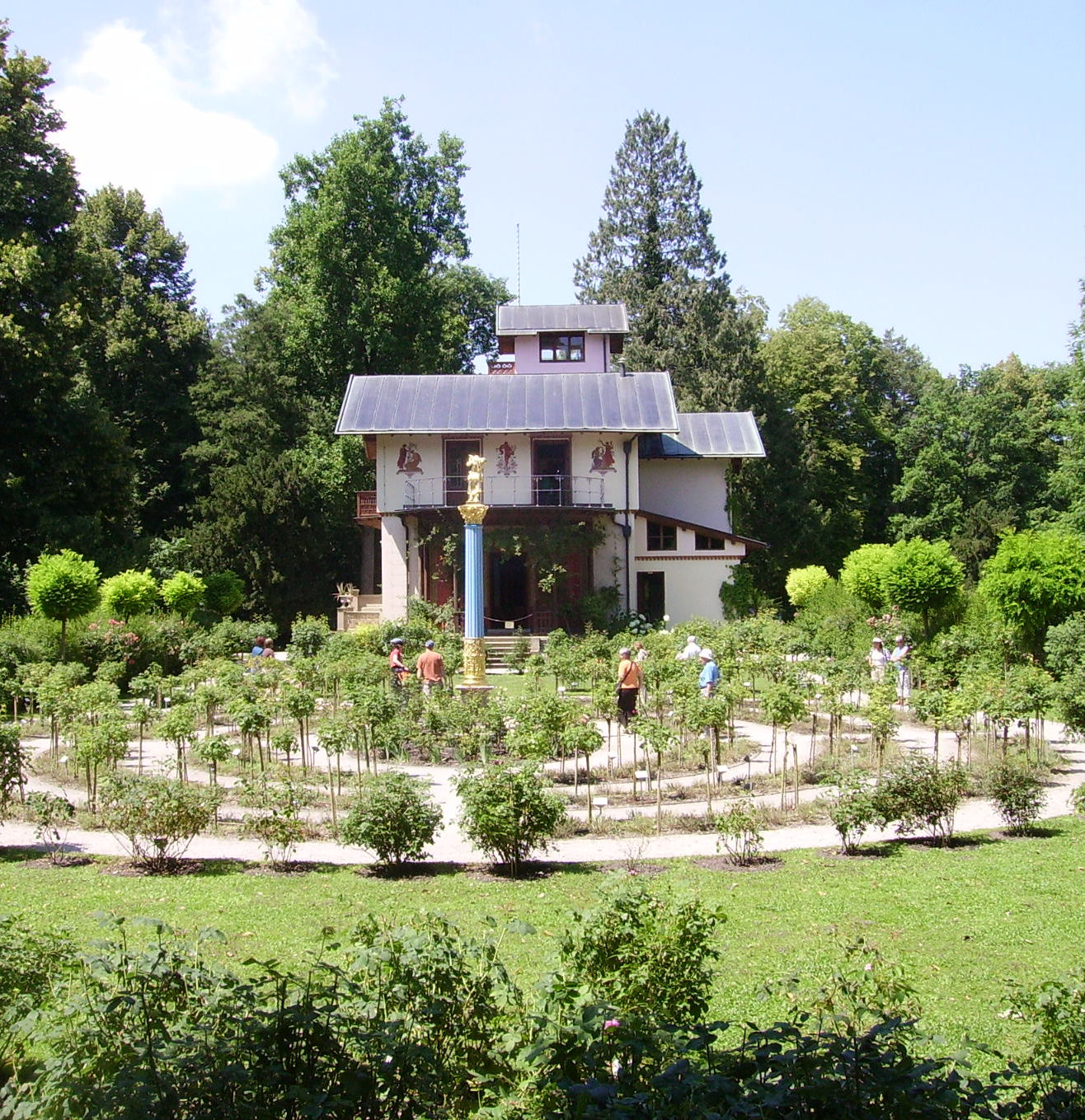
Rosen-insel, részlet
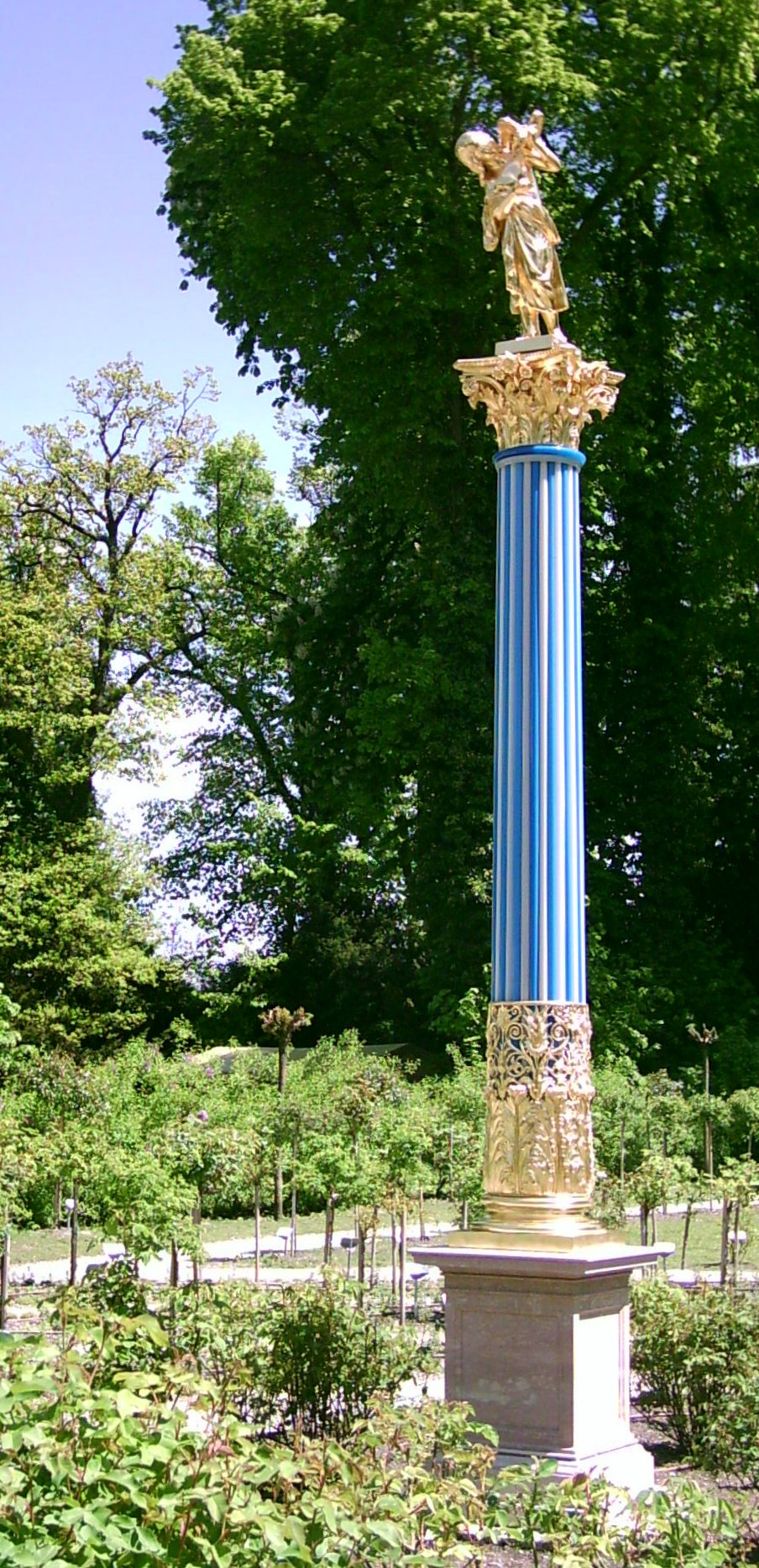
Rosen-insel
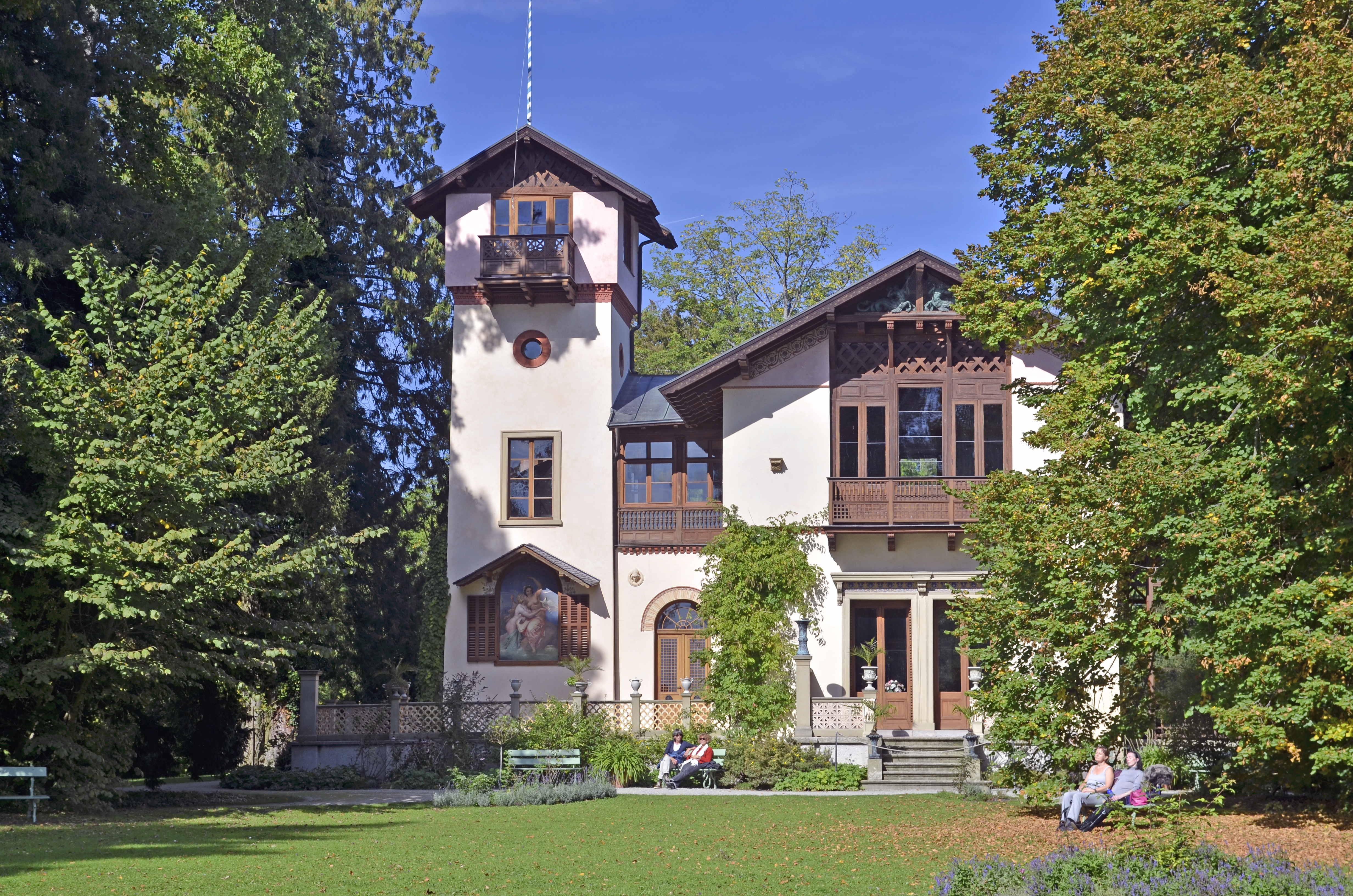
Rosen-insel
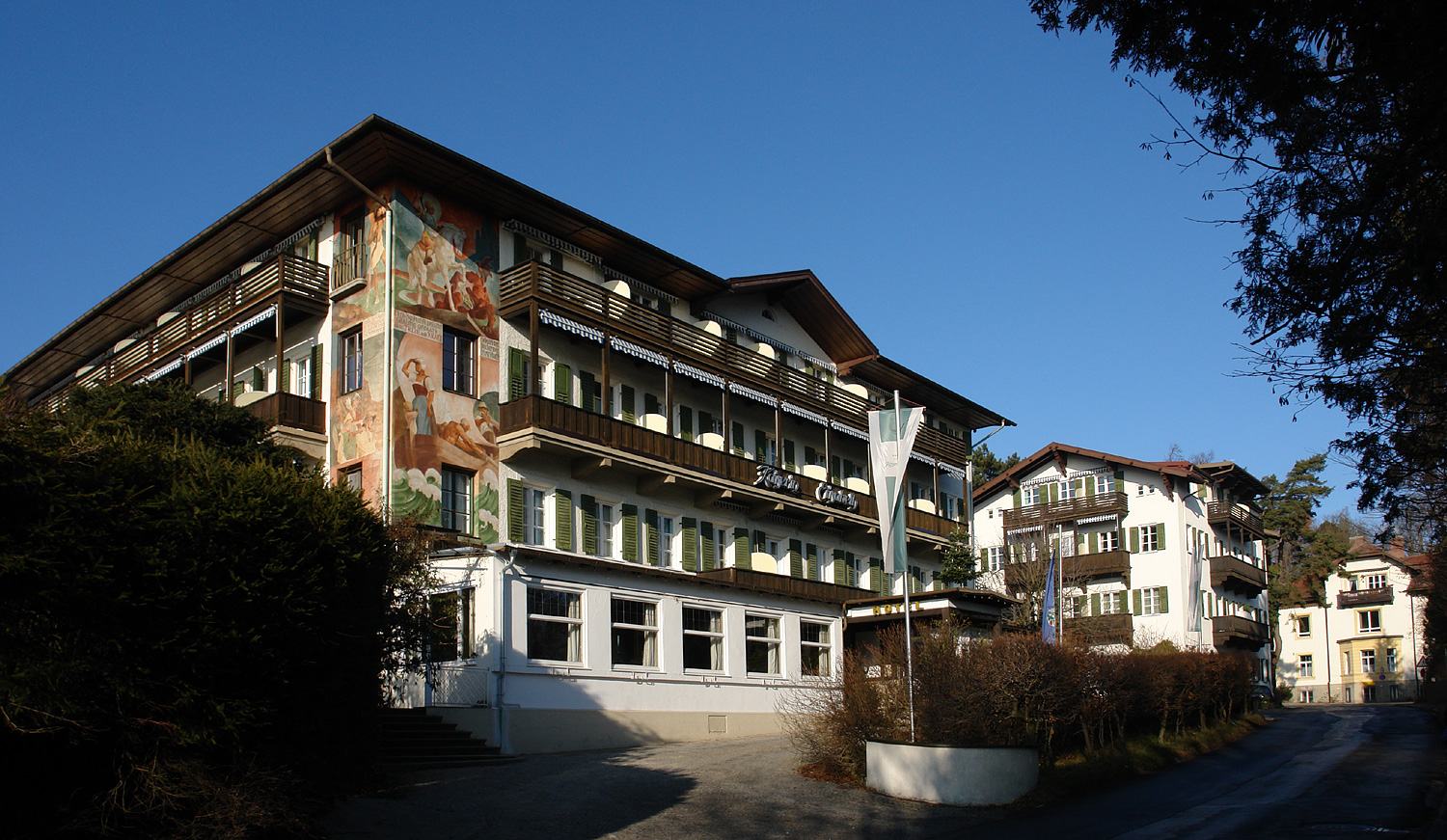
Hotel Kaiserin Elisabeth
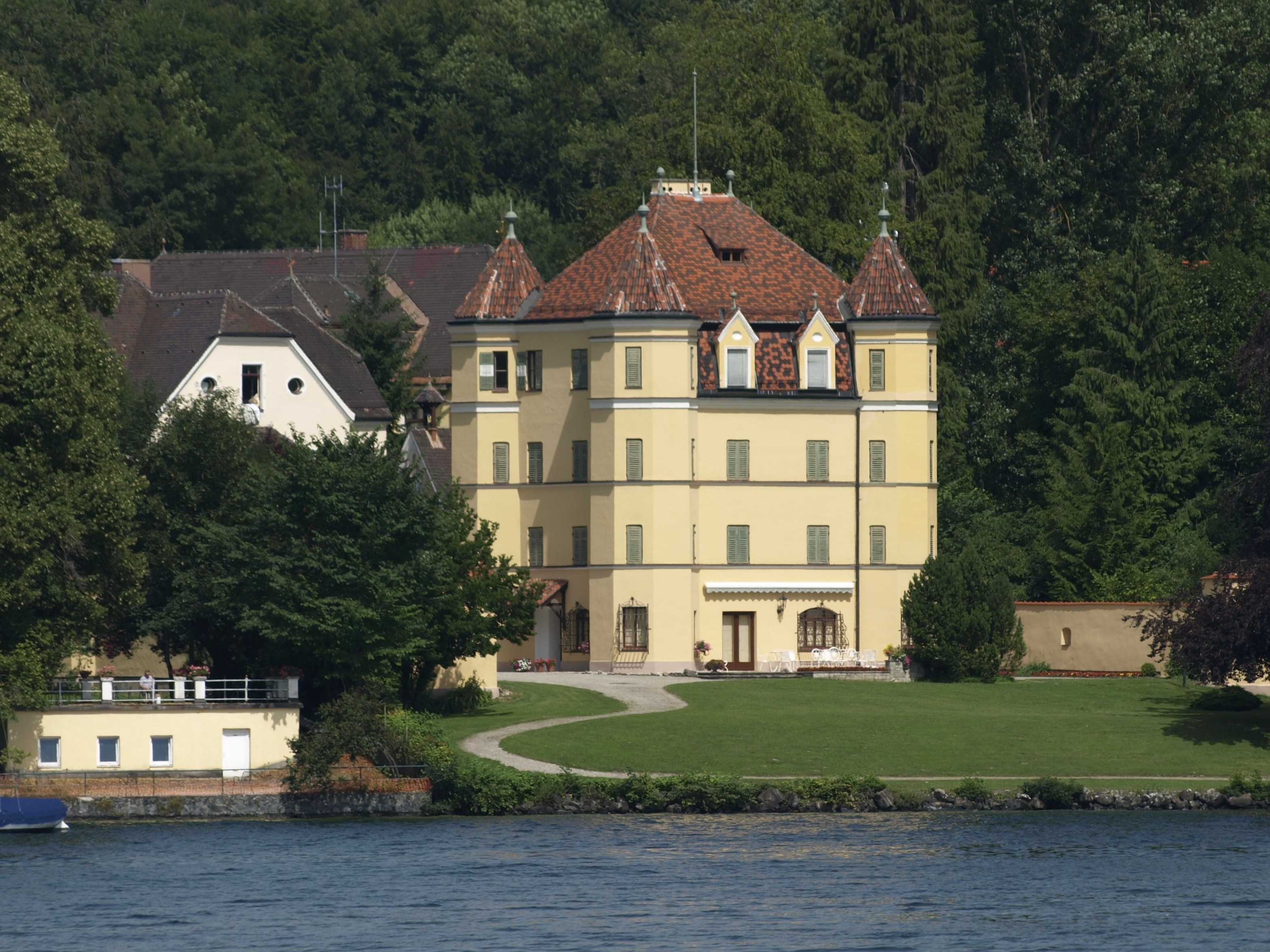
Schloss garatshausen
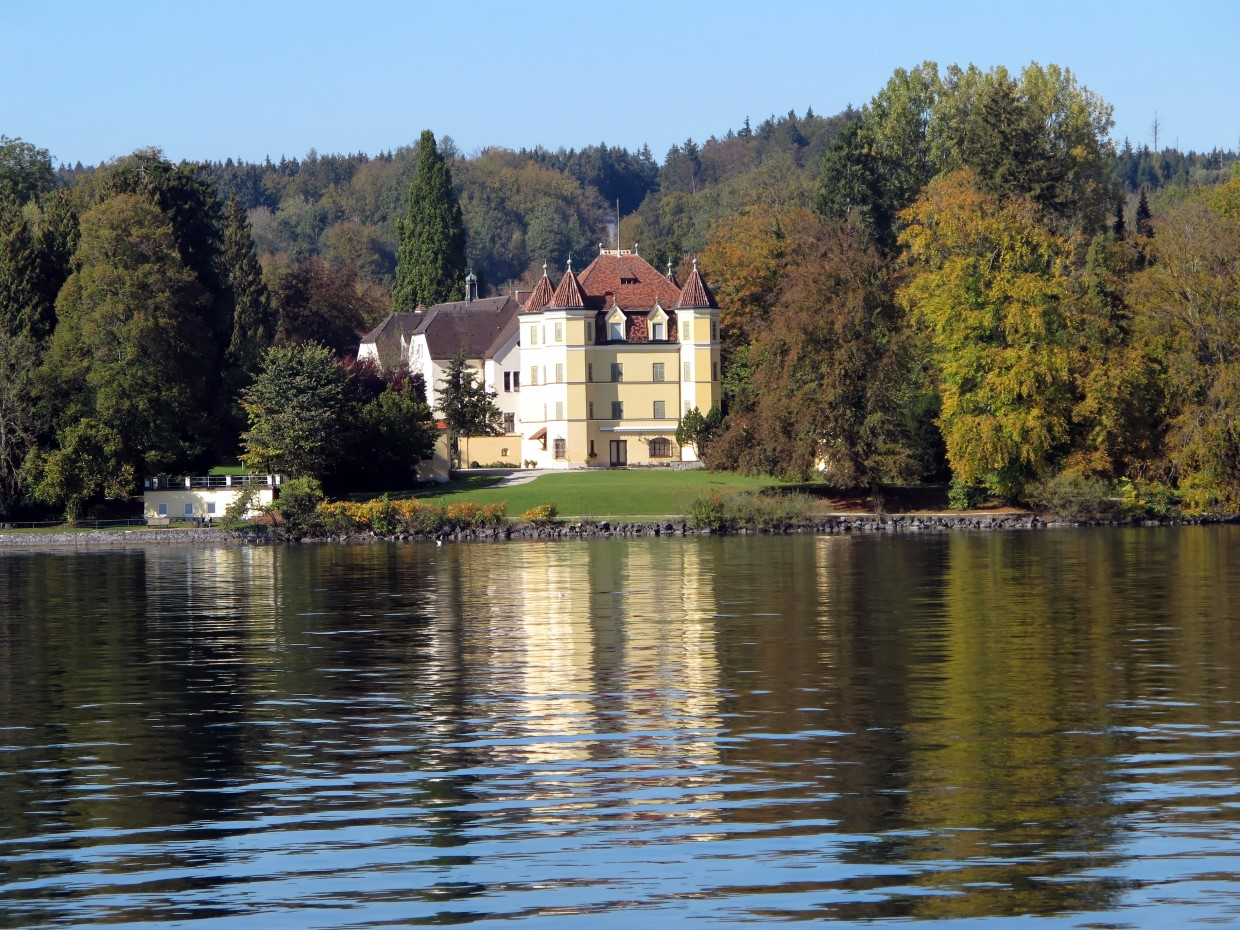
Schloss garatshausen
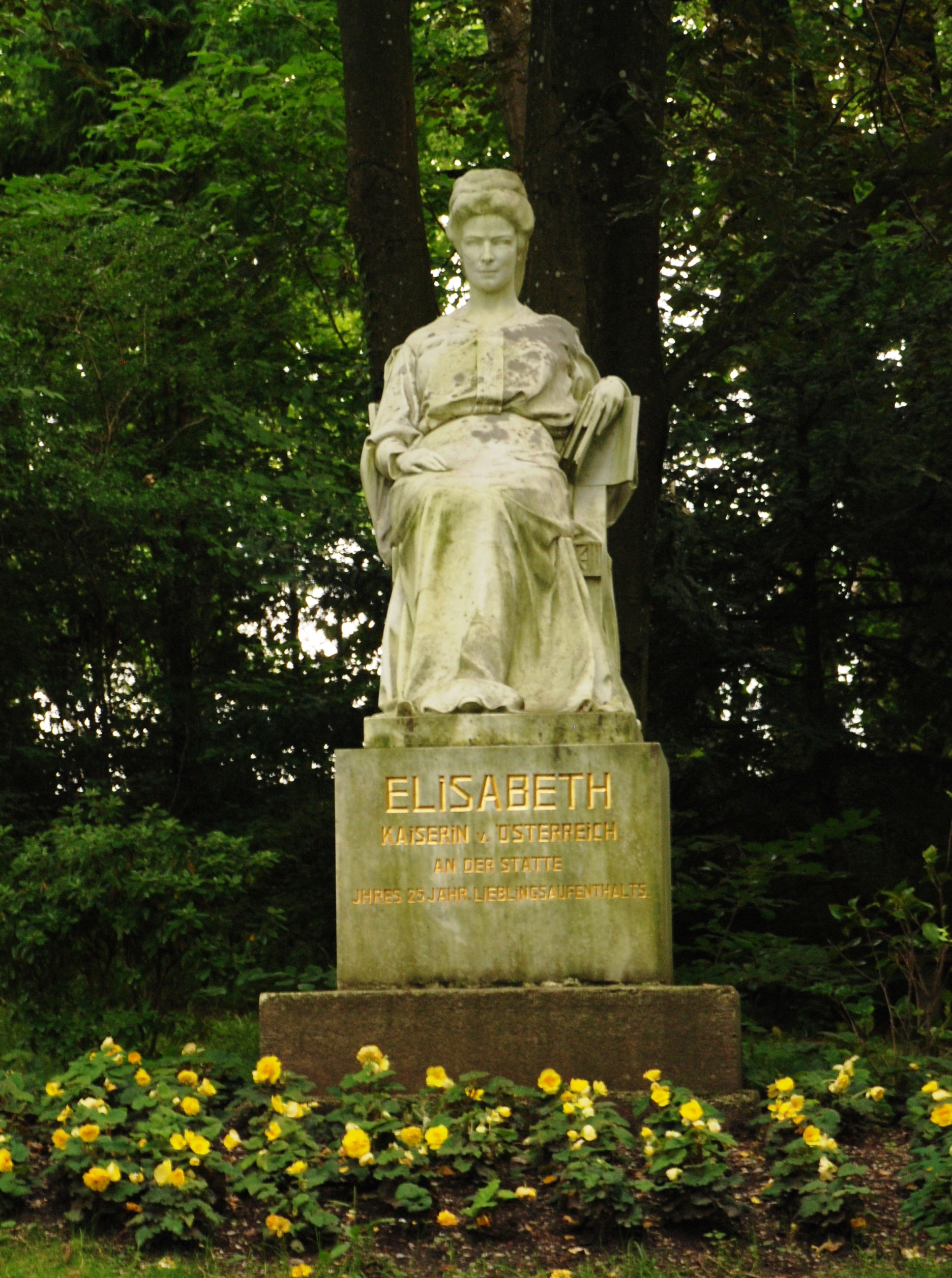
Erzsébet királyné szobra
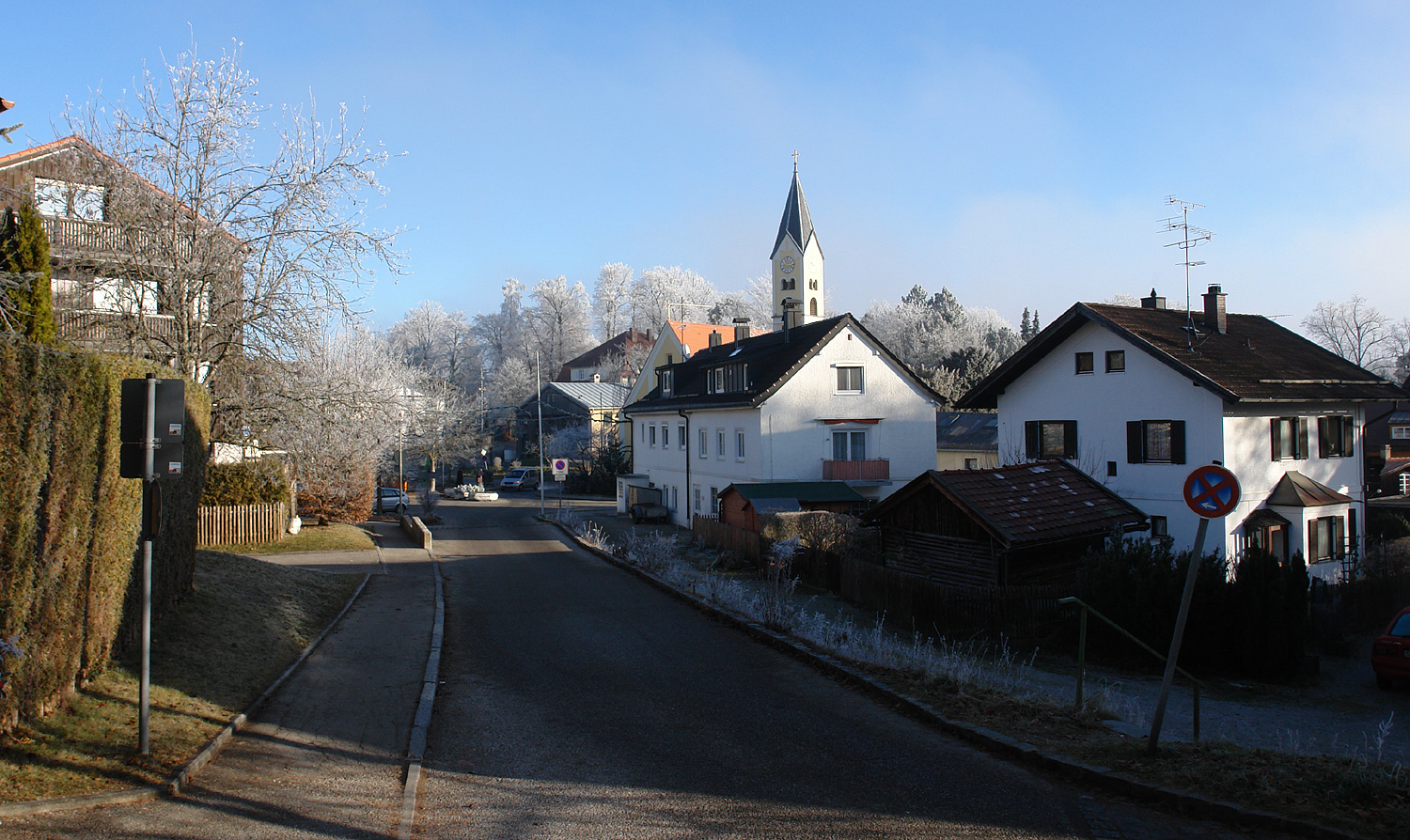
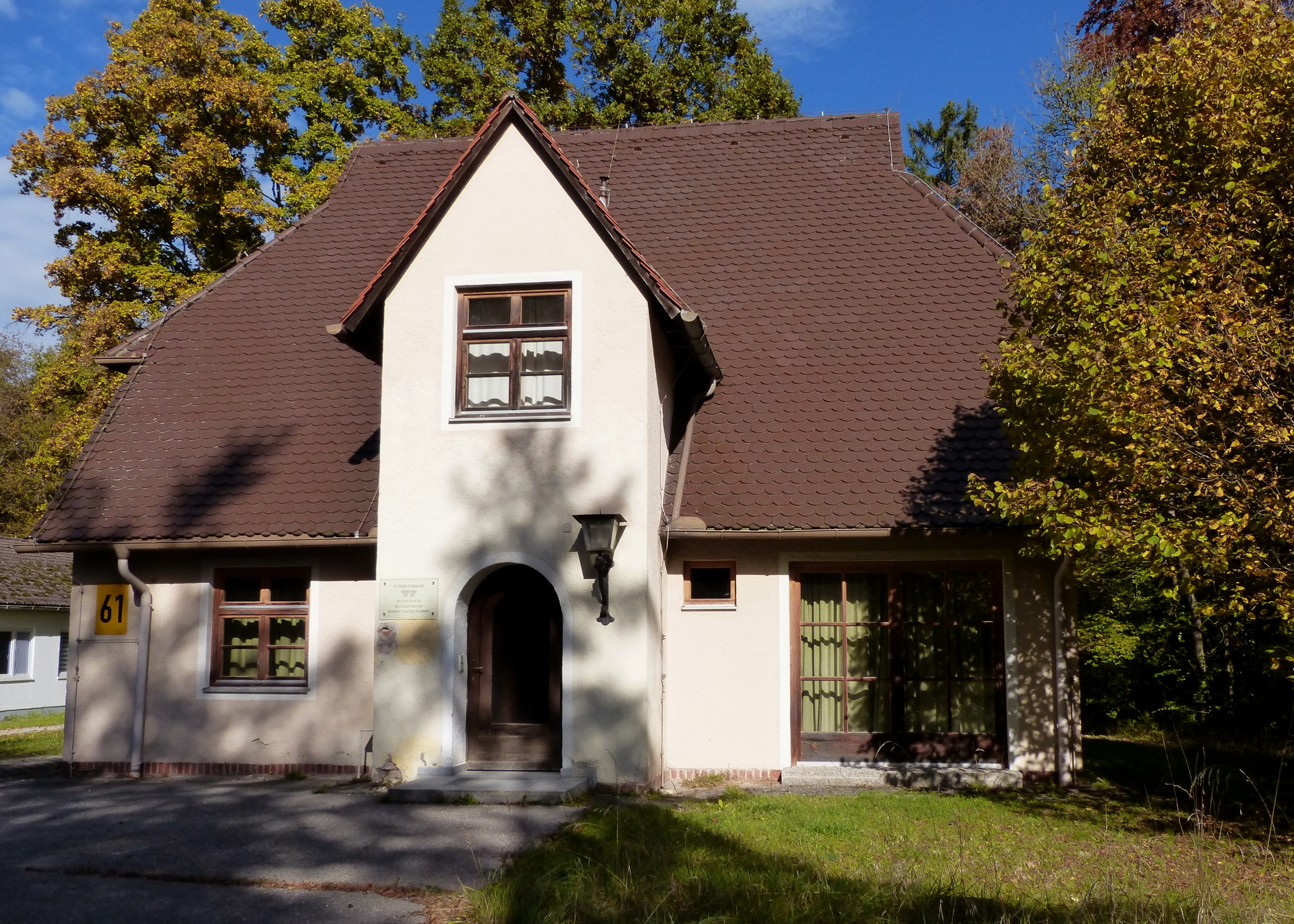
Feldafing, Villino
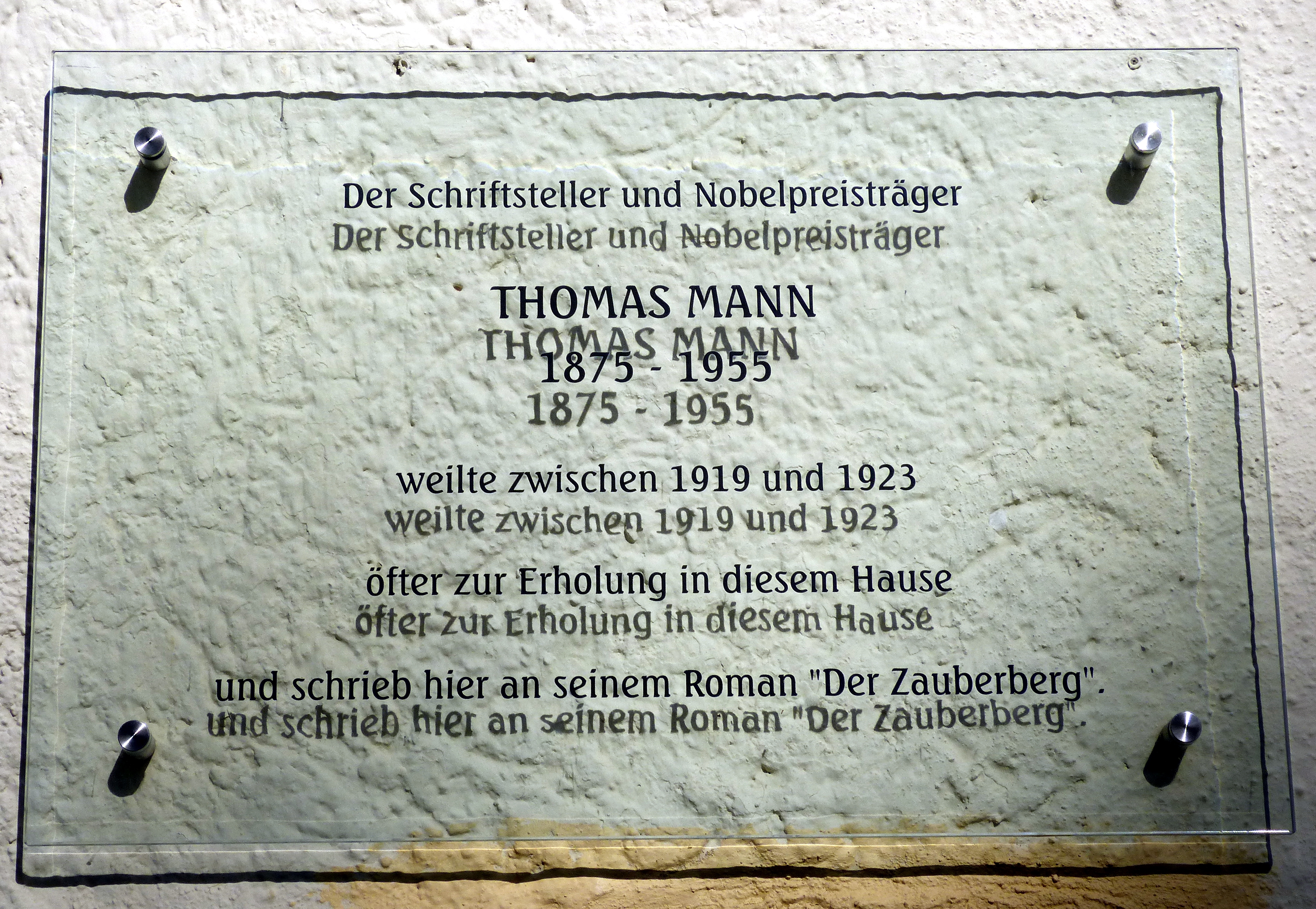
Feldafing, Villino
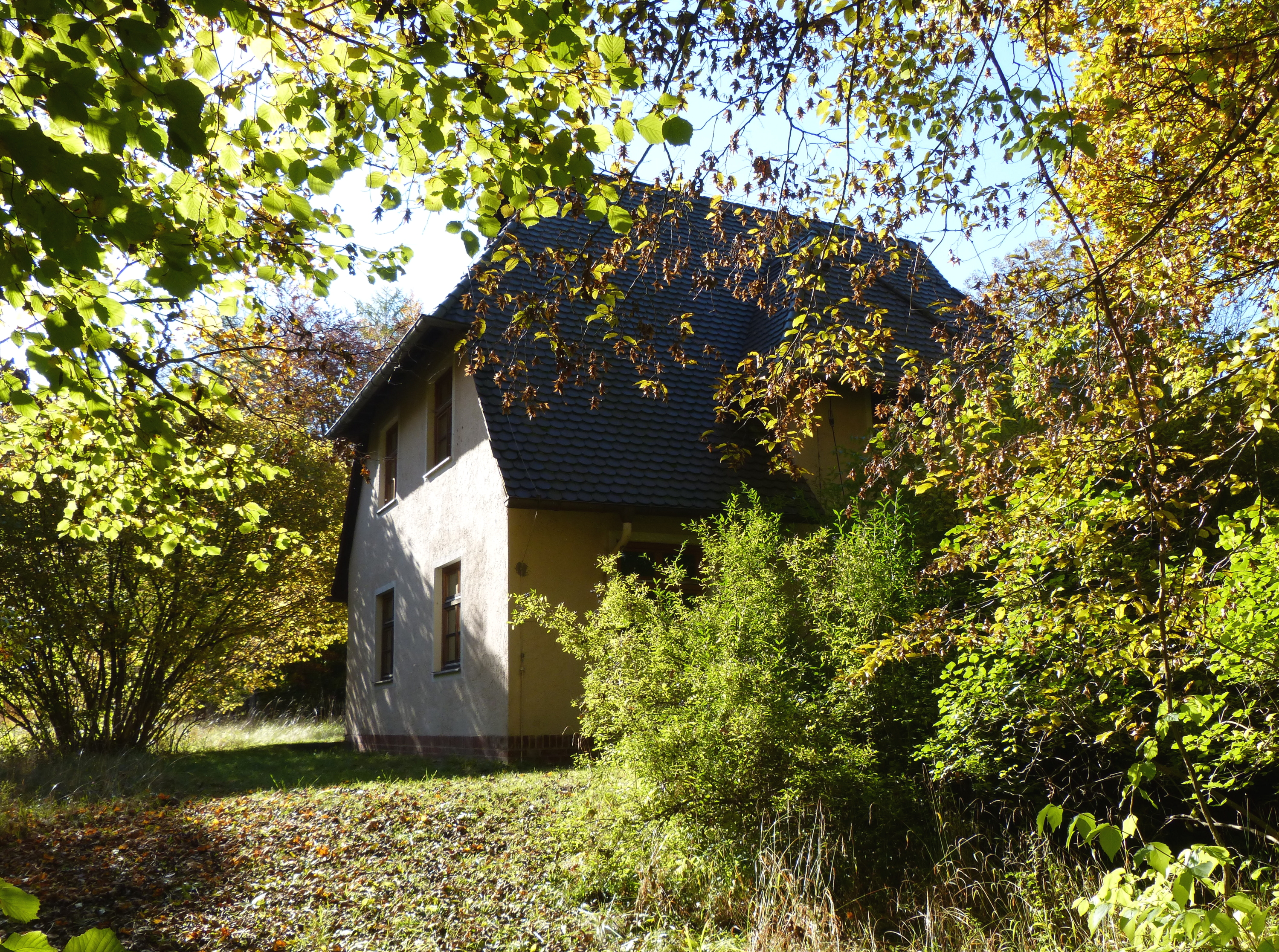
Feldafing, Villino
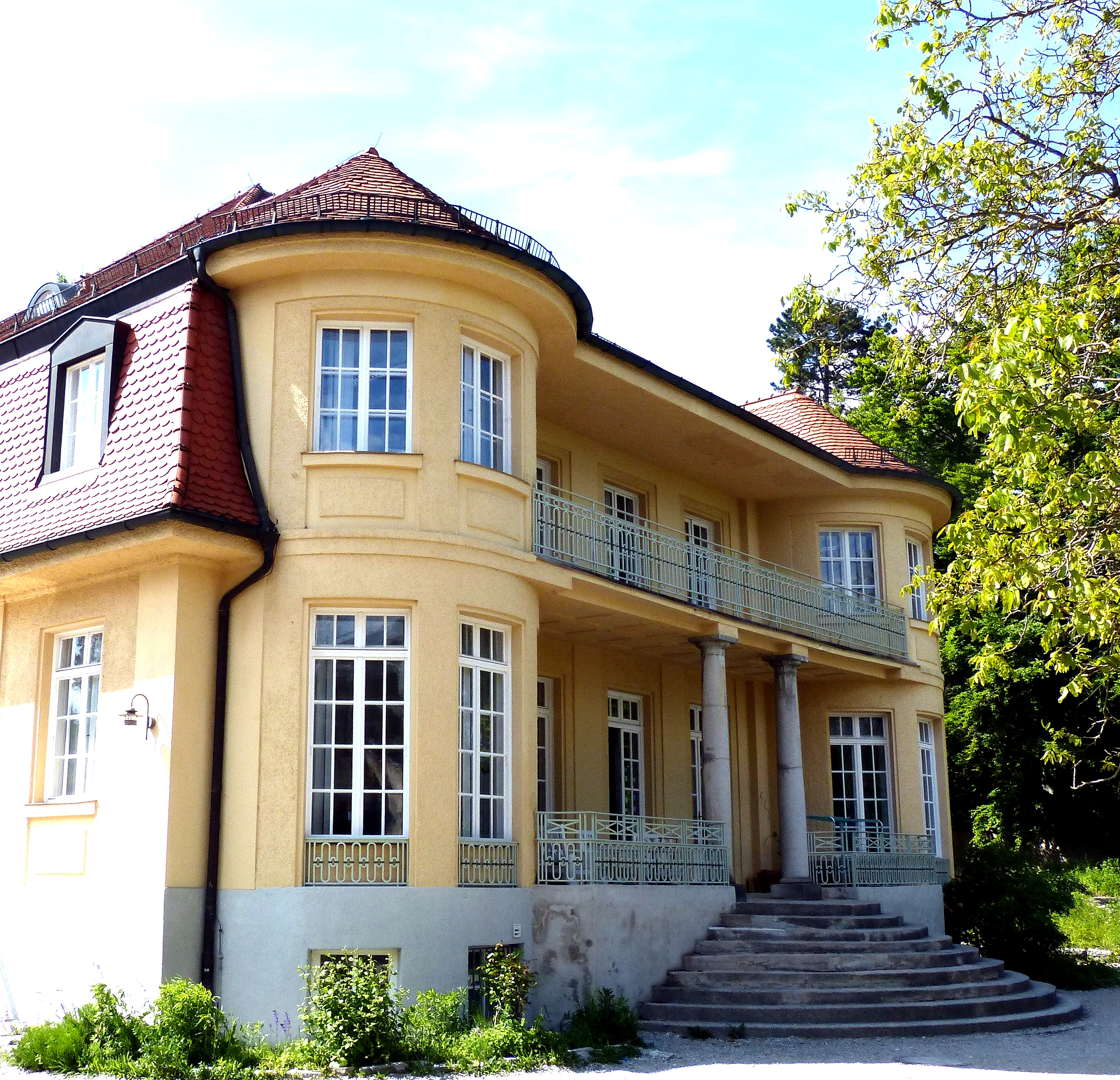
Villa Bernheimer
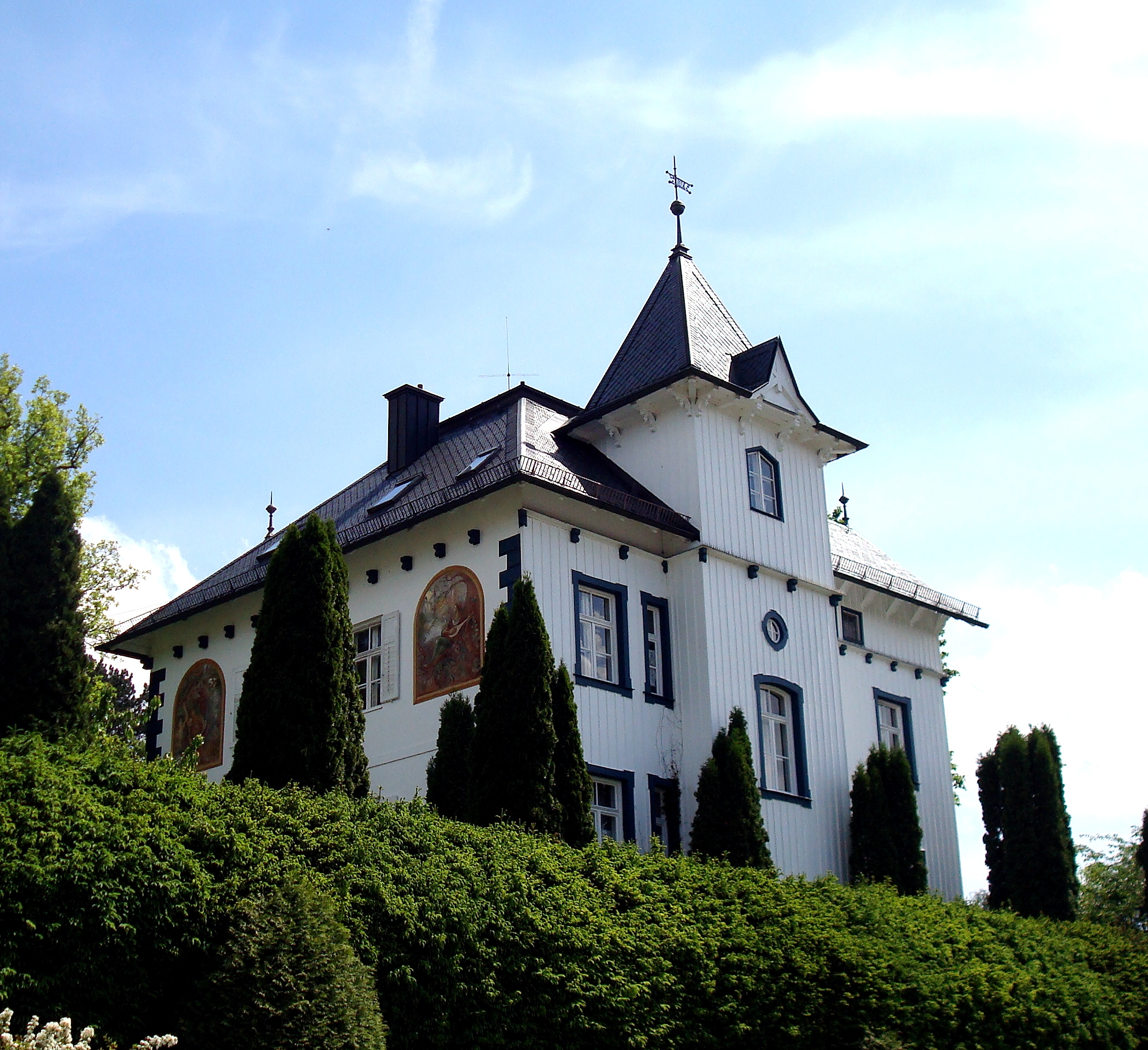
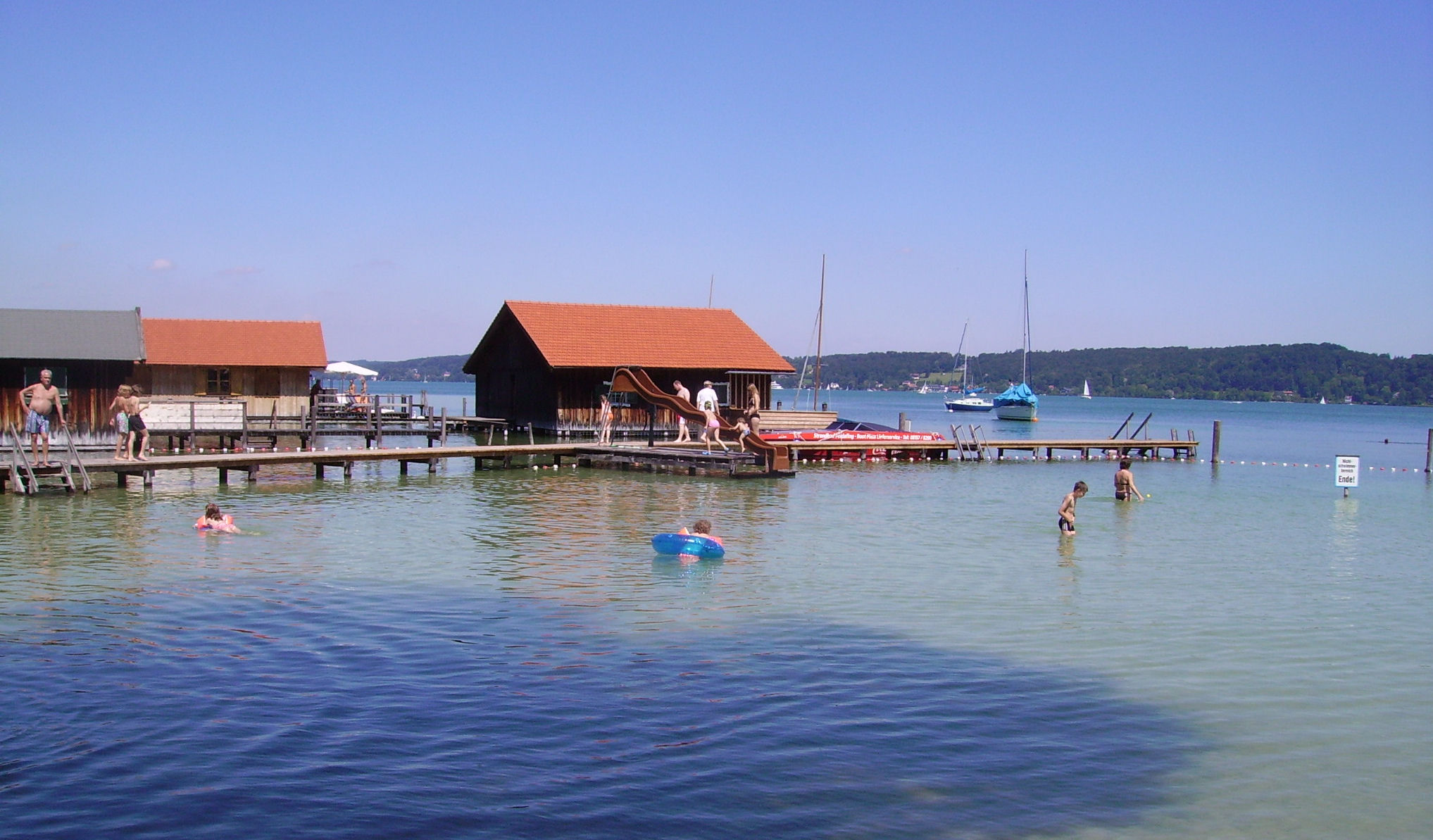